# Artona gephyra
Artona gephyra es una especie de polilla del género Artona, familia Zygaenidae.
Fue descrita científicamente por Hering en 1936.